# Championnat des Antilles néerlandaises de football 2009-2010
Navigation
Saison précédente
La saison 2009-2010 du Championnat des Antilles néerlandaises de football est la quarante-sixième et dernière édition de la Kopa Antiano, le championnat des Antilles néerlandaises. Les deux meilleures équipes de Curaçao et de Bonaire se rencontrent lors d'un tournoi inter-îles. 
C'est le vice-champion de Curaçao, le CSD Barber, qui remporte ce dernier championnat après avoir battu en finale le vice-champion de Bonaire, le Real Rincon. Il s’agit du huitième titre de champion des Antilles néerlandaises de l’histoire du club.

## Compétition
Le barème utilisé pour établir les différents classements est le suivant :
- Victoire : 3 points
- Match nul : 1 point
- Défaite : 0 point

### Championnat de Curaçao

#### Phase régulière
| Rang | Équipe                    | Pts | J  | G  | N | P  | Bp | Bc | Diff |
| ---- | ------------------------- | --- | -- | -- | - | -- | -- | -- | ---- |
| 1    | VESTA Willemstad          | 41  | 20 | 13 | 2 | 5  | 37 | 22 | +15  |
| 2    | RKSV Centro Dominguito    | 40  | 19 | 13 | 4 | 2  | 49 | 17 | +32  |
| 3    | SV Hubentut FortunaT      | 39  | 20 | 12 | 3 | 5  | 39 | 18 | +21  |
| 4    | RKVFC Sithoc              | 38  | 20 | 11 | 5 | 4  | 34 | 22 | +12  |
| 5    | CSD Barber                | 37  | 19 | 11 | 4 | 4  | 43 | 12 | +31  |
| 6    | SV Victory Boys           | 24  | 20 | 6  | 6 | 8  | 33 | 27 | +6   |
| 7    | CRKSV Jong Holland        | 24  | 20 | 7  | 3 | 10 | 27 | 31 | -4   |
| 8    | Sport Unie Brion-Trappers | 20  | 20 | 5  | 5 | 10 | 22 | 43 | -21  |
| 9    | UD Banda Abou             | 17  | 20 | 4  | 5 | 11 | 28 | 35 | -7   |
| 10   | CRKSV Jong Colombia       | 15  | 20 | 4  | 3 | 13 | 20 | 55 | -35  |
| 11   | SC Real Buena Vista       | 8   | 20 | 2  | 2 | 16 | 12 | 62 | -50  |

|  | Qualification pour le Kaya 6                     |
|  | Participation au barrage de promotion-relégation |
|  | Relégation directe en deuxième division          |
|  | T : Tenant du titre                              |

#### Kaya 6
| Rang | Équipe                 | Pts | J | G | N | P | Bp | Bc | Diff |  | Résultats (▼ dom., ► ext.) | Dom | Hub | Sit | Bar | Wil | VBo |
| ---- | ---------------------- | --- | - | - | - | - | -- | -- | ---- |  | -------------------------- | --- | --- | --- | --- | --- | --- |
| 1    | RKSV Centro Dominguito | 11  | 5 | 3 | 2 | 0 | 8  | 5  | +3   |  | RKSV Centro Dominguito     |     | 3-2 | 1-1 | 1-0 | 2-1 | 1-1 |
| 2    | SV Hubentut FortunaT   | 10  | 5 | 3 | 1 | 1 | 14 | 7  | +7   |  | SV Hubentut FortunaT       |     |     | 2-2 | 2-1 | 5-0 | 3-1 |
| 3    | RKVFC Sithoc           | 8   | 5 | 2 | 2 | 1 | 9  | 6  | +3   |  | RKVFC Sithoc               |     |     |     | 0-2 | 2-1 | 4-0 |
| 4    | CSD Barber             | 7   | 5 | 2 | 1 | 2 | 8  | 6  | +2   |  | CSD Barber                 |     |     |     |     | 2-2 | 3-1 |
| 5    | VESTA Willemstad       | 4   | 5 | 1 | 1 | 3 | 7  | 11 | -4   |  | VESTA Willemstad           |     |     |     |     |     | 3-0 |
| 6    | SV Victory Boys        | 1   | 5 | 0 | 1 | 4 | 3  | 14 | -11  |  | SV Victory Boys            |     |     |     |     |     |     |

|  | Qualification pour le Kaya 4 |
|  | T : Tenant du titre          |

#### Kaya 4
| Rang | Équipe                 | Pts | J | G | N | P | Bp | Bc | Diff |  | Résultats (▼ dom., ► ext.) | Bar | Hub | Dom | Sit |
| ---- | ---------------------- | --- | - | - | - | - | -- | -- | ---- |  | -------------------------- | --- | --- | --- | --- |
| 1    | CSD Barber             | 9   | 3 | 3 | 0 | 0 | 3  | 0  | +3   |  | CSD Barber                 |     | 1-0 | 1-0 | 1-0 |
| 2    | SV Hubentut FortunaT   | 4   | 3 | 1 | 1 | 1 | 5  | 4  | +1   |  | SV Hubentut FortunaT       |     |     | 2-2 | 3-1 |
| 3    | RKSV Centro Dominguito | 2   | 3 | 0 | 2 | 1 | 3  | 4  | -1   |  | RKSV Centro Dominguito     |     |     |     | 1-1 |
| 4    | RKVFC Sithoc           | 1   | 3 | 0 | 1 | 2 | 1  | 5  | -4   |  | RKVFC Sithoc               |     |     |     |     |

|  | Qualification pour la Kopa Antiano et la finale |
|  | T : Tenant du titre                             |

#### Finale
| 15 août 2010 | CSD Barber | 0 - 1 | SV Hubentut Fortuna |  |
|              |            |       | 64e Tyronne Maria   |  |

### Championnat de Bonaire

#### Phase régulière
| Rang | Équipe               | Pts | J  | G  | N | P  | Bp | Bc | Diff |
| ---- | -------------------- | --- | -- | -- | - | -- | -- | -- | ---- |
| 1    | SV JuventusT         | 33  | 14 | 10 | 3 | 1  | 47 | 13 | +34  |
| 2    | Real Rincon          | 28  | 14 | 8  | 4 | 2  | 26 | 20 | +6   |
| 3    | SV Vespo             | 26  | 14 | 8  | 2 | 4  | 27 | 14 | +13  |
| 4    | SV Atlétiko Flamingo | 17  | 14 | 5  | 2 | 7  | 18 | 21 | -3   |
| 5    | SV Vitesse           | 17  | 14 | 4  | 5 | 5  | 18 | 30 | -12  |
| 6    | SV Estrellas         | 16  | 14 | 4  | 4 | 6  | 23 | 27 | -4   |
| 7    | SV Arriba Perú       | 12  | 14 | 3  | 3 | 8  | 17 | 32 | -15  |
| 8    | Atlétiko Tera Kòrá   | 7   | 14 | 2  | 1 | 11 | 17 | 36 | -19  |

|  | Qualification pour le Kaya 4 |
|  | T : Tenant du titre          |

#### Kaya 4
| Rang | Équipe               | Pts | J | G | N | P | Bp | Bc | Diff |  | Résultats (▼ dom., ► ext.) | Juv | Rea | Ves | Fla |
| ---- | -------------------- | --- | - | - | - | - | -- | -- | ---- |  | -------------------------- | --- | --- | --- | --- |
| 1    | SV JuventusT         | 14  | 6 | 4 | 2 | 0 | 12 | 6  | +6   |  | SV JuventusT               |     | 3-2 | 1-1 | 0-0 |
| 2    | Real Rincon          | 9   | 6 | 3 | 0 | 3 | 12 | 8  | +4   |  | Real Rincon                | 1-2 |     | 4-1 | 3-0 |
| 3    | SV Vespo             | 5   | 6 | 1 | 2 | 3 | 6  | 9  | -3   |  | SV Vespo                   | 1-2 | 0-2 |     | 0-0 |
| 4    | SV Atlétiko Flamingo | 5   | 6 | 1 | 2 | 3 | 3  | 10 | -7   |  | SV Atlétiko Flamingo       | 1-4 | 2-0 | 0-3 |     |

|  | Qualification pour la Kopa Antiano et la finale |
|  | T : Tenant du titre                             |

#### Finale
| Équipe 1    | Résultat | Équipe 2    | Aller | Retour |
| ----------- | -------- | ----------- | ----- | ------ |
| SV Juventus | 4 - 3    | Real Rincon | 3 - 2 | 1 - 1  |

### Kopa Antiano
Les quatre clubs qualifiés (SV Juventus et Real Rincon pour Bonaire, CSD Barber et SV Hubentut Fortuna pour Curaçao) sont regroupés au sein d'une poule unique où chaque équipe rencontre les deux formations de l'autre île. Les deux premiers de la poule se qualifient pour la finale du championnat.

#### Phase de poule
| Rang | Équipe               | Pts | J | G | N | P | Bp | Bc | Diff |  | Résultats (▼ dom., ► ext.) | Bar | Rea | Juv | Hub |
| ---- | -------------------- | --- | - | - | - | - | -- | -- | ---- |  | -------------------------- | --- | --- | --- | --- |
| 1    | CSD Barber           | 4   | 2 | 1 | 1 | 0 | 4  | 1  | +3   |  | CSD Barber                 |     | 1-1 |     |     |
| 2    | Real Rincon          | 4   | 2 | 1 | 1 | 0 | 4  | 3  | +1   |  | Real Rincon                |     |     |     |     |
| 3    | SV Juventus          | 3   | 2 | 1 | 0 | 1 | 4  | 4  | 0    |  | SV Juventus                | 0-3 |     |     | 4-1 |
| 4    | SV Hubentut FortunaT | 0   | 2 | 0 | 0 | 2 | 3  | 7  | -4   |  | SV Hubentut FortunaT       |     | 2-3 |     |     |

|  | Qualification pour la finale |
|  | T : Tenant du titre          |

#### Finale
| 19 septembre 2010 | Real Rincon | 0 - 2 | CSD Barber     |  |
|                   |             |       | , Oscar Molina |  |

## Bilan de la saison
| Championnat des Antilles néerlandaises de football 2009-2010 |                       |
| Champion                                                     | CSD Barber (8e titre) |
| Qualifications continentales                                 |                       |
| CFU Club Championship 2011                                   | Aucun                 |
| Promotions et relégations                                    |                       |
| Promus en Kopa Antiano                                       | Aucun                 |
| Relégués                                                     | Aucun                 |